# Gyrineum longicaudatum
Gyrineum longicaudatum is een slakkensoort uit de familie van de Cymatiidae. De wetenschappelijke naam van de soort werd voor het eerst geldig gepubliceerd in 1998 door Beu.